# Porcospino (arma)
Il porcospino (in inglese: hedgehog) è un'arma antisommergibile sviluppata dalla Royal Navy durante la seconda guerra mondiale, che venne impiegata come supplemento alle cariche di profondità sulle navi da guerra di scorta ai convogli.

## Descrizione
Rispetto alle bombe di profondità, le cariche lanciate dal "porcospino" presentano due vantaggi:
- il primo è quello che, esplodendo solo al contatto con il bersaglio, in caso di insuccesso non nascondono il sommergibile ai sonar, mentre le bombe di profondità, esplodendo, disturbano i sonar, i quali impiegano circa 15 minuti prima di poter riprendere il loro normale lavoro;
- il secondo vantaggio è che non occorre conoscere la profondità del bersaglio, mentre nelle cariche di profondità bisogna regolare la profondità alla quale si vuol far esplodere la carica. Data l'approssimazione con la quale si conosce la posizione del sommergibile, le cariche debbono essere lanciate in gran numero e infatti Il porcospino ne può lanciare sino a 24.

Tecnicamente l'arma è simile ad un mortaio e spara una serie di piccole cariche, che vengono innestate su degli appositi sostegni a perno. Quando l'arma non ha le cariche innestate rimangono visibili solamente i perni, che fanno assomigliare l'insieme agli aculei di un porcospino.
Il porcospino lanciava simultaneamente, ad una distanza di circa 200 metri, 24 bombe antisommergibili, che ricoprivano una superficie marina ellittica; la prima carica che esplodeva faceva esplodere anche le altre.
Il sistema hedgehog è stato sostituito nella Royal Navy dal sistema squid e successivamente dal mortaio limbo.
L'esercito australiano ha utilizzato una variante terrestre dell'hedgehog su alcuni carri armati Matilda.

## Varianti
- Mark 10: disperdeva le cariche su un'area ellittica di 36,5 x 42 metri ad una distanza di circa 182 metri.
- Mark 11: disperdeva le cariche su un'area circolare di 60,6 metri di raggio ad una distanza di circa 171 metri.
- Mark 15: versione brandeggiabile del tipo Mark 11, montata sulla piattaforma del cannone antiaereo Bofors da 40 mm quadruplo, che disponeva inoltre di controllo remoto.

## Marina Militare
Il "porcospino" dopo la guerra è stato installato su numerose unità della Marina militare italiana, quali: le corvette della classe Gabbiano, della classe Albatros e della Classe Aldebaran; le torpediniere della classe Orsa e della classe Spica; i cacciatorpediniere della classe Fante.

Lanciarazzi Mk XV su una corvetta classe Gabbiano